# Филорзи (Казерта)
Филорзи је насеље у Италији у округу Казерта, региону Кампанија.
Према процени из 2011. у насељу је живело 302 становника. Насеље се налази на надморској висини од 495 м.